# Paul de Man
Paul de Man (Anvers, Bèlgica, 6 de desembre de 1919 - New Haven, Estats Units, 21 de desembre de 1983) va ser un important crític literari belga. Era el nebot de l'influent polític socialista i col·laboracionista belga Hendrik de Man (1885-1953).
Va desenvolupar la seva activitat com a professor als Estats Units. Va renovar la crítica textual a diverses universitats i va recolzar activament Jacques Derrida en la seva trajectòria americana. De jove va escriure en diaris belgues. Va emigrar i va ensenyar al Bard College. Es va doctorar a més en Filosofia a la Universitat Harvard a finals dels anys 1950. Va ensenyar a la Universitat Cornell, a la Universitat Johns Hopkins, i a la Universitat de Zúric, abans d'acabar finalment com a professor de la Universitat Yale, on va ser considerat membre de l'anomenada "escola deconstructiva de Yale". Va ser una figura molt coneguda en els mitjans universitaris dels EUA. A Baltimore i també en el seu últim treball de Yale va convidar Jacques Derrida i va aconseguir que aquest tingués ressonància la seva reflexió en llengua anglesa als anys setanta del segle passat.
A finals dels anys 1980, va arribar la revelació pòstuma que De Man havia havia escrit articles antisemites al diari belga Le Soir, que durant la guerra va ser ocupat i transformat en eina de propaganda pels nazis i al diari de propaganda en neerlandès Het Vlaamsche Land.

## Obres
- Allegories of Reading: Figural Language in Rousseau, Nietzsche, Rilke, and Proust, 1979. ISBN 0-300-02845-8.

 Alegorías de la lectura (en castellà, traduït de l'anglès).  Barcelona: Lumen, 1990. ISBN 978-84-264-2359-7.
- Blindness and Insight: Essays in the Rhetoric of Contemporary Criticism, 1983. ISBN 0-8166-1135-1.

 Visión y ceguera (en castellà, traduït de l'anglès), 1991. ISBN 0-8477-3614-8.
- The Rhetoric of Romanticism, 1984. ISBN 0-231-05527-7.

 Retórica del Romanticismo (en castellà, traduït de l'anglès).  Madrid: Akal.
- The Resistance to Theory, 1986. ISBN 0-8166-1294-3.

 La resistencia a la teoría (en castellà, traduït de l'anglès).  Madrid: Machado, 1990. ISBN 978-84-7774-704-8.
- Wartime Journalism, 1934–1943. ISBN 0-8032-1684-X. Escrits polèmics a la premsa belga.
- Critical Writings: 1953-1978, 1989. ISBN 0-8166-1695-7.

 Ensayos críticos: 1953-1978 (en castellà, traduït de l'anglès).  Madrid: Machado, 1996. ISBN 978-84-7774-721-5.
- Romanticism and Contemporary Criticism: The Gauss Seminar and Other Papers, 1993. ISBN 0-8166-1695-7.
- ed. Andrzej Warminski. Aesthetic Ideology, 1996. ISBN 0-8166-2204-3.